# Otročín
Otročín är en ort i Tjeckien.   Den ligger i regionen Karlovy Vary, i den västra delen av landet, 110 km väster om huvudstaden Prag. Otročín ligger 627 meter över havet och antalet invånare är 546.
Terrängen runt Otročín är huvudsakligen platt, men åt nordväst är den kuperad. Runt Otročín är det ganska glesbefolkat, med 28 invånare per kvadratkilometer. Närmaste större samhälle är Mariánské Lázně, 15,6 km sydväst om Otročín. I omgivningarna runt Otročín växer i huvudsak blandskog.